# Anne Wahl
Anne Wahl, née Anna Olkowsky le 5 février 1923 à Lunéville et morte le 2 juillet 2018 à Clamart, est une résistante française, et Juste parmi les Nations.

## Biographie
Issue d'une famille immigrée catholique de Pologne, Anne Wahl fait dans sa jeunesse du scoutisme laïque au sein d'une section neutre de la Fédération française des éclaireuses, à Lunéville. Son totem est Biche. Sa famille part en exode vers le sud de la France dans le contexte de l'invasion allemande en 1939-1940.
Elle suit une formation d’infirmière puéricultrice à l'université de Clermont-Ferrand, et obtient grâce au professeur Paul Rohmer un poste dans un préventorium pour enfants, à Prélenfrey-du-Gua en 1942. L'établissement, géré par la famille Guidi, sert secrètement de refuge à des enfants juifs, notamment envoyés par l'Oeuvre de Secours aux Enfants (OSE) depuis Grenoble. Il sert également de ressource pour des résistants du maquis du Vercors, qui y cachent des armes. Des adultes juifs sont également cachés dans le village de Prélenfrey, et ne seront jamais dénoncé par la population,.
Anne Wahl intervient activement dans ces activités. Ayant rencontré des camarades éclaireurs de Marseille, devenus résistants sur le territoire, elle est agent de liaison, et soigne des blessés du 8ème bataillon des Francs-tireurs et partisans, basé dans une ferme proche,. Elle prend en charge les enfants juifs cachés, qu'elle protège lors des visites lorsque des soldats allemands fouillent l'établissement, en les faisant passer pour tuberculeux particulièrement contagieux,.  En juillet 1944, elle intervient auprès de soldats allemands qui avaient réunis 32 résistants et jeunes juifs à Prélenfrey pour les fusiller, et obtient qu'ils ne soient pas exécutés,, mais seulement interrogés à Grenoble. Tous hormis un seront relâchés.
En 1950, elle épouse Roger Wahl, ingénieur au Commissariat à l'énergie atomique puis dirigeant de société. Ils ont trois enfants. Elle est administratrice de société avec lui. Elle s'investit également dans plusieurs associations en région parisienne.

## Hommages
- Elle est reconnue Juste parmi les Nations par Yad Vashem en 1994[3].

- Chevalière de la Légion d'honneur le 1er janvier 2013[10].